# 劉金寶
劉金寶（1952年9月—），生於上海，中國銀行副董事长，中华人民共和国银行家。

## 生平
1976年8月畢業於北京对外经济贸易大学，同年進入中國銀行總行工作。1977年12月，派遣到中国银行伦敦分行做外汇黄金交易员。1981年刘金宝调任中行上海分行，在中国银行经济研究所做研究工作，不久开始做信托工作。1984年7月，中行上海分行成立上海信托咨询公司，刘出任副经理，后任总经理。1988年12月，刘金宝出任中行上海分行副行长，当选上海青年“十大精英”。1992年，刘金宝当选“中国十大杰出青年”。1993年6月，刘金宝担任上海分行代行长，代党组书记。1994年升任中國銀行上海分行行長，高級經濟師。在上海社科院以论文《沪港金融中心功能比较和发展研究》获得博士学位。
1997年8月出任中国银行港澳管理处的常务副主任（主持全面管理工作）兼香港分行总经理。1999年，担任香港银行公会主席。2001年，刘金宝因促成中银香港重组上市，当选香港十大财经人物。2002年6月任改組後的中銀香港副董事長兼總裁。
劉金寶於2003年5月被免除中銀香港職務，突然调回北京，担任中国银行副董事长。事后证明，他因涉嫌经济犯罪接受调查。2004年2月，刘金宝涉嫌经济犯罪，被刑事拘留。吉林省长春市中级人民法院根据最高人民法院依法指定管辖，于2005年7月12日、13日公开开庭审理对原中国银行副董事长、中国银行（香港）有限公司总裁刘金宝贪污、受贿、巨额财产来源不明案。长春市中级人民法院于2005年8月12日作出一审判决：贪污罪判处死刑缓期二年执行；受贿罪判处有期徒刑12年，并处没收个人财产人民币50万元；巨额财产来源不明罪判处有期徒刑5年。数罪并罚，刘金宝最终被判死刑，缓期2年执行，剥夺政治权利终身，并处没收个人全部财产。